# 닌텐도 라보

닌텐도 라보.

닌텐도 라보(Nintendo Labo, 일본어: ニンテンドーラボ)는 닌텐도가 닌텐도 스위치 게이밍 시스템의 확장으로 사용하기 위해 개발한 게이밍 및 컨스트럭션 세트 플랫폼으로서, 2018년 4월에 출시되었으며, 대한민국에서는 2019년 1월 17일에 출시되었다. 이 플랫폼은 카드보드와 기타 물질들이 들어있는 키트를 사용하며, 이를 가지고 조립하여 닌텐도 스위치 콘솔 디스플레이와 조이콘 컨트롤러와 결합하여 토이콘(Toy-Cons)을 만든 다음 게임 소프트웨어와 통신할 수 있다. 닌텐도는 공학과 물리학의 원리를 교육할 수단으로 이것들을 설계하였다.

## 구성 및 게임플레이
닌텐도 라보는 개별 라보 키트들로 출시되며 각 키트는 토이콘을 만들기 위해 미리 제조된 카드보드와 기타 물질들의 집합을 포함하고 있으며 닌텐도 스위치 게임 카드에는 토이콘을 조립하는 방법에 대한 상호작용 지침서 및 토이콘이 통신할 소프트웨어가 포함되어 있다. 각 토이콘을 구성하면 플레이어는 지침서에 따라 메인 닌텐도 스위치 디스플레이나 조이콘 컨트롤러 중 하나 또는 두 개를 추가하게 된다. 각 토이콘은 조이콘과 통신하느냐, 메인 디스플레이와 통신하느냐에 따라 각기 다른 방식으로 기능한다. 이를테면 피아노 토이콘은 우측 조이콘 컨트롤러의 모션 IR 카메라를 이용한 적외선 센서를 읽어들여서 재생되는 음을 식별할 수 있는 한편 로보틱 토이콘은 조이콘 컨트롤러의 HD 진동을 사용하여 이동하면서 터치스크린을 통해 제어된다. 플레이어는 컬러펜, 테이프 등의 물질을 사용하여 카드보드 부품을 자유로이 꾸밀 수 있으며 더 숙력된 사용자들은 개별 토이콘과 플레이하기 위한 새로운 방법들을 발명할 수 있다.

## 개발
라보는 2018년 1월 17일 발표되었다. 닌텐도의 사장 Reggie Fils-Anime에 따르면 "라보는 우리가 이전에 해오던 어떠한 것과도 같지 않다"고 하였으며 스위치의 사용 나이대를 넓히기 위해 개발되었다. 닌텐도는 이 제품이 특히 어린이를 염두에 두고 제조되었다고 언급하였다. 라보의 태그라인은 "Make, Play, Discover"(만들고 플레이하고 발견하라)이다. 발견 부분의 경우 토이콘 사용자가 만들고 플레이하는 활동을 통해 토이콘을 동작하게 하는 물리학, 공학, 프로그래밍의 본질을 어떻게 이해할 수 있는가에서 비롯된다. 게임 소프트웨어는 토이콘이 스위치와 어떻게 동작하는지에 대한 지침서를 제공하는데, 이를테면 적외선 감지의 본질을 기술한 것을 들 수 있다. 카드보드 토이콘이 견고하지만 닌텐도는 카드보드가 시간이 지남에 따라 찢어질 수 있음을 인지하였으며 대체용 카드보드 키트를 제공할 계획이다.

## 라보 키트
2018년 4월 20일 북아메리카, 오스트레일리아, 일본을 대상으로, 2018년 4월 27일 유럽을 대상으로 두 개의 라보 키트의 런칭이 발표된 상태이다. 2019년 1월 17일 대한민국 대상으로 버라이어티 키트를 시작으로 추후에 다음 키트를 발매될 예정이다. 스텐실, 스티커, 테이프를 포함한 액세서리 세트는 별매로 예정되어 있다.
버라이어티 키트(Variety Kit)는 5개의 개별 토이콘을 위한 키트를 포함한다:
- 원격 제어 자동차(remote-controlled car)
- 낚싯대
- 장난감 피아노
- 모터바이크
- 슬롯이 포함된 집

로봇 키트(Robot Kit)는 로봇형태의 토이콘으로 직접 조종하는 키트이다.
드라이브 키트(Vehicle Kit)는 세가지 형태의 드라이버 토이콘을 키로 꼽아 변신할 수 있어 직접 조종할 수 있는 키트이다.
VR 키트(VR Kit)는 다섯가지 형태의 VR 토이콘과 놀이용 토이콘을 꼽아서 직접 조종할 수 있는 키트이다. 본 키트는 풀버전과 슬립버전을 나누어 발매된다. 게다가 마지막이자 한국을 포함한 전세계 동시 출시된 유일한 키트이다.

## 반응
닌텐도의 투자자들은 라보에 대해 긍정적으로 반응하였다. 2018년 1월 라보가 발표된지 하루가 지나 닌텐도의 주식은 약 2.4% 상승하였으며 이는 닌텐도 가치의 약 1,400,000,000 미국 달러이다. 라보는 닌텐도만이 개발하고 마케팅할 수 있는 특이한 제품 형태로 분석되었다.

## 대응 가능한 소프트웨어
닌텐도 라보뿐만 아니라 토이콘으로 대응되는 소프트웨어들이 등장한다.
- 마리오 카트 8 디럭스 - 버라이어티 키트(바이크), 드라이브 키트(운전대)
- Deemo - 버라이어티 키트(피아노)
- 슈퍼 마리오 오디세이 - VR키트
- 젤다의 전설 브레스 오브 더 와일드 - VR키트
- 슈퍼 스매시브라더스 얼티밋 - VR키트

## 같이 보기
- 버추얼 보이